# 杭州水晶城购物中心
杭州水晶城购物中心是位于杭州拱墅区上塘路458号的一处商业中心，由中国服务业500强企业----浙江建华集团投资兴建。中心毗邻钱江商贸城、香积寺路商业街以及欧尚、百安居等企业。水晶城以年轻时尚的中高档客户群为主要目标，内设时尚购物区、特色美食城、生活休闲服务区、万达影城、KTV娱乐等区块，商业面积8.8万米，分地上十层和地下三层，2014年12月开业。杭州水晶城购物中心內的萬達影城是杭州城北第一家IMAX影城，也是继杭州万象城的杭州百老汇影城、西湖文化广场的浙江新远国际影城后的杭州第三块IMAX巨幕。